# Брисе
Брисе (фр. Brussey) насеље је и општина у источној Француској у региону Франш-Конте, у департману Горња Саона која припада префектури Везул.
По подацима из 2011. године у општини је живело 278 становника, а густина насељености је износила 38,24 становника/km². Општина се простире на површини од 7,27 km². Налази се на средњој надморској висини од 214 метара (максималној 336 m, а минималној 200 m).

## Демографија
| 1962. | 1968. | 1975. | 1982. | 1990. | 1999. | 2011. |
| ----- | ----- | ----- | ----- | ----- | ----- | ----- |
| 135   | 160   | 153   | 191   | 189   | 203   | 278   |

График промене броја становника у току последњих година